# Camptolepis hygrophila
Camptolepis hygrophila är en kinesträdsväxtart som beskrevs av René Paul Raymond Capuron. Camptolepis hygrophila ingår i släktet Camptolepis och familjen kinesträdsväxter. Inga underarter finns listade i Catalogue of Life.